# Staying Alive (soundtrack)
Staying Alive is de originele soundtrack van de gelijknamige film uit 1983, uitgebracht door RSO Records.
Het album bevat voor de helft muziek van de Bee Gees (vijf nieuwe nummers en een bewerkte versie van "Stayin' Alive") en de andere helft van Frank Stallone, Tommy Faragher en Cynthia Rhodes. De Bee Gees schreven hun nummers zelf, Stallone schreef zijn nummers in samenwerking met Vince DiCola.

## Tracklijst
1. "The Woman In You" – Bee Gees (4:01)
2. "I Love You Too Much" – Bee Gees (4:25)
3. "Breakout" – Bee Gees (4:42)
4. "Someone Belonging To Someone" – Bee Gees (4:23)
5. "Life Goes On" – Bee Gees (4:23)
6. "Stayin' Alive (Edited Version)" – Bee Gees (1:30)
7. "Far From Over" – Frank Stallone (3:54)
8. "Look Out For Number One" – Tommy Faragher (3:18)
9. "Finding Out The Hard Way" – Cynthia Rhodes (3:32)
10. "Moody Girl" – Frank Stallone (4:04)
11. "(We Dance) So Close To The Fire" – Tommy Faragher (3:41)
12. "I'm Never Gonna Give You Up" – Frank Stallone & Cynthia Rhodes (3:30)